# Michael J. Anderson
Michael J. Anderson (n. 31 de octubre de 1953) es un actor estadounidense. Es más conocido por sus papeles como "El hombre de otro sitio" en la serie de televisión Twin Peaks, de David Lynch, la película epílogo y prólogo de la serie, Twin Peaks: Fire Walk with Me, y como Samson Leonhart en la serie de la HBO Carnivàle. Aunque muchas personas suponen que Anderson sufre de enanismo, en realidad tiene el desorden genético conocido como osteogénesis imperfecta. Esta enfermedad produce frecuentes roturas en los huesos largos y una incorrecta curación, dejándole con una acortada estatura de 1,10m.
Con anterioridad a su carrera como actor, Anderson trabajó como técnico de ordenador para Martin Marietta, trabajando en el sistema de soporte de la tierra para el transbordador espacial de la NASA. Apareció como él mismo en un documental de 1984 llamado Little Mike: A Videoportrait of Michael Anderson.

## Carrera interpretativa
Anderson apareció en cuatro episodios de Twin Peaks. El Hombre de Otro Sitio lleva un traje rojo y habla de una manera inusual. Anderson utilizó lenguaje fonéticamente invertido como una lengua secreta con sus amigos del instituto y entonces interpretó un papel en Twin Peaks donde él utilizó el mismo método de lenguaje. Primero apareció en el sueño encriptado del Agente Especial Dale Cooper sobre el asesinato de Laura Palmer, sentado en una habitación roja. El hombre de Anderson también se materializa en la película precuela a Twin Peaks, Twin Peaks: Fire Walk with Me. 
Anderson interpretó a un hombre de tamaño medio en la película de Lynch, Mulholland Drive, usando una prótesis corporal. De 2003 a 2005, Anderson fue un miembro del elenco de la serie de televisión Carnivàle.

## Filmografía

### Cine
| Año  | Título                                                     | Rol                     |
| ---- | ---------------------------------------------------------- | ----------------------- |
| 1983 | Buddies                                                    |                         |
| 1984 | Little Mike: A Videoportrait of Michael Anderson           | Él mismo                |
| 1987 | The Great Land of Small                                    | Fritz/El Rey            |
| 1989 | Suffering Bastards                                         | Pequeño Elvis           |
| 1989 | No Such Thing as Gravity                                   | Botanista               |
| 1990 | Whatever Happened to Mason Reese                           | Chef de sushi           |
| 1990 | Industrial Symphony No. 1: The Dream of the Broken Hearted | Hombre ligero           |
| 1991 | Mannequin Two: On the Move                                 | Portador del joyero     |
| 1992 | Fool's Fire                                                | Hop-Frog                |
| 1992 | Twin Peaks: Fire Walk with Me                              | El Hombre de Otro Lugar |
| 1993 | Night Trap                                                 | Oficial de policía      |
| 1994 | Murder too Sweet                                           | Harry el Huckster       |
| 1995 | Caged Hearts                                               | John                    |
| 1996 | Street Gun                                                 | Lamar                   |
| 1997 | Warriors of Virtue                                         | Mudlap                  |
| 1998 | Club Vampire                                               | Kiddo                   |
| 1999 | Salario mínimo                                             | Zeke Bleak              |
| 2001 | Mulholland Drive                                           | Sr. Roque               |
| 2001 | Blancanieves                                               | Sunday                  |
| 2003 | Sticky Fingers                                             | Hombre Airado           |
| 2003 | Tiptoes                                                    | Bruno                   |
| 2004 | Big Time                                                   | Henri Blunderbore       |

### Televisión

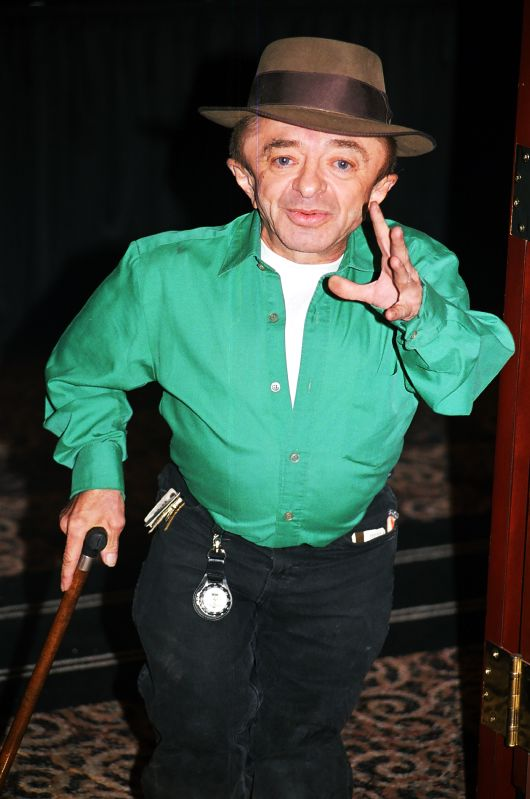
Anderson en CarneyCon, 2006

| Año       | Título                                | Rol                                                           | Notas                                                     |
| --------- | ------------------------------------- | ------------------------------------------------------------- | --------------------------------------------------------- |
| 1990–1991 | Twin Peaks                            | El Hombre de Otro Lugar                                       | 4 episodes                                                |
| 1992      | Picket Fences                         | Peeter Dreeb                                                  | En el episodio "Mr. Dreeb comes to Town"                  |
| 1993      | Star Trek: Espacio profundo nueve     | Rumpelstiltskin                                               | En el episodio "If Wishes Were Horses"                    |
| 1994      | Loadstar: The Legend of Tully Bodine  | Camarero #1                                                   |                                                           |
| 1995      | The X-Files                           | Sr. Nutt                                                      | En el episodio "Humbug"                                   |
| 1998      | Maggie                                | En el episodio "Ka-Boom"                                      |                                                           |
| 1998      | Honey, I Shrunk the Kids: The TV Show | En una actuación del circo                                    | En el episodio "Honey, I've Joined the Bigtop"            |
| 1999      | The Phantom Eye                       | Hombre Muñeco/Carl                                            |                                                           |
| 1999      | Port Charles                          | Peter Zorin                                                   |                                                           |
| 2001      | Black Scorpion                        | En el episodio "Crime Time"                                   |                                                           |
| 2001      | Blancanieves                          | Sunday (Violet)                                               |                                                           |
| 2005      | Carnivàle                             | Samson                                                        | 24 episodios                                              |
| 2006      | Charmed                               | O'Brian el Leprechaun                                         | 2 episodios                                               |
| 2010      | Cold Case                             | Nathaniel "Biggie" Jones                                      | En el episodio "Metamorphosis"                            |
| 2011      | Adventure Time                        | Gummy (voz)                                                   | En el episodio "The Silent King"                          |
| 2012      | Transactions                          | Aparición Jerry Seinfeld en un anuncio para Acura             | Emitido durante la Super Bowl de 2012                     |
| 2013      | Scooby-Doo!Mystery Incorporated       | Hombre Bailarín (voz) y como el Profesor Horatio Kharon (voz) | En los episodios "Stand and Deliver" y "Nightmare In Red" |

### Videojuegos
Anderson protagonizó como "Punt" el juego para PlayStation 1 "Road Rash Jailbreak".

## Apariciones musicales
- (1989) "Turtle Song", video musical promocional de la banda neoyorquina de rock alternativo e indie "Hugo Largo".
- (2000) Lodge Anathema (con The Nether-Carols)